# Marie Trnková
Marie Trnková (23. října 1886 Hrušovany u Brna – 27. června 1929 Brno) byla moravská sociální pracovnice, zabývající se ochranou matek a dětí, členka redakční rady časopisu Péče o mládež. Psala odborné články do novin a časopisů. Založila Zemský ústav pro matky a kojence v Kuřimi. Byla iniciátorkou oslav Svátku matek a zakladatelkou lékařských poraden. Lze ji zařadit mezi představitele sociální politiky samostatného Československa.

## Životopis
Marie Trnková se narodila do rodiny učitele Aloise Trnky a Marie Trnkové, rozené Mertensové. Studovala na vyšší dívčí škole ženského vzdělávacího spolku Vesna v Brně. Později zde pracovala jako archivářka a sekretářka.

### Česká zemská péče o mládež na Moravě
Péče o děti do čtrnácti let byla v Československu počátkem 20. století dána domovským zákonem. Domovské obce byly povinny postarat se o všechny děti, které potřebovaly pomoc, většinou to byli sirotci. Obce, většinou ty chudé, často neplnily své závazky a o sirotky se nestaraly. Proto od roku 1904 začaly vznikat ve většině obcí Moravského markrabství sirotčí rady a tzv. zemské sirotčí fondy, které byly zákonem stanoveny pro zaopatření chudých, osiřelých a opuštěných dětí. Sirotčí rady fungovaly bez zákonných předpisů a jednotného řádu. Od roku 1911 byly zakládány na Moravě okresní sirotčí spolky. Jejich úkolem bylo organizovat péči o chudé děti a sirotky a pomáhat České zemské komisi pro ochranu dítek a péči o mládež na Moravě. V roce 1922 byla komise přejmenována na Českou zemskou péči o mládež na Moravě.

### Pracovní aktivity Marie Trnkové
Z období začátku 20. století existuje málo pramenů obsahujících téma péče o matky a kojence. Pro Čechy a Moravu byly založeny odbory pro ochranu matek a kojenců při Zemském ústředí péče o mládež. Také vznikaly a pracovaly samostatné spolky Ochrany matek a dětí. Mezi velmi aktivní osoby, které se zabývaly touto problematikou, patřila též Marie Trnková.
Založila 79 okresních odborů Ochrany matek a dětí, 159 lékařských poraden. Zasloužila se také o založení Zemského ústavu pro matky a kojence v Kuřimi. Od roku 1905 psala odborné články do novin a časopisů (Rovnost, Americký list, Právo ženy, Ženská revue aj.). Byla členkou redakční rady časopisu Péče o mládež.
Od roku 1908 pracovala jako sekretářka spolku Ochrany matek a dětí při České zemské péči o mládež na Moravě. Byla iniciátorkou oslav Svátku matek. Jako externistka přednášela na C. k. českém ústavu ke vzdělání učitelek, v „jednoroční běhu ku vzdělání učitelek ručních prací“. Pracovala ve Společnosti pro výzkum dítěte, angažovala se v Masarykově sociologické společnosti, organizovala kurzy pro matky a exkurze žákyň do porodnic, jeslí a útulků. Také patřila mezi delegátky a členky výboru YWCA.
Po vzniku samostatného Československa se vláda intenzívně zabývala sociální politikou. Obyvatelé republiky byli s tímto souborem opatření a nástrojů seznamováni prostřednictvím brožurek, časopisů, věstníků i knih. Mezi jejich autory, kterými byli např. Jaroslav Kallab nebo Antonín Tůma, patřila i Marie Trnková.
Kromě vlastní práce ve Vesně zde Marie Trnková také přednášela. Ve školním roce 1919–1920 organizovala přednášky na téma „organisace péče o kojence“ a „sociální péče“.
V roce 1928 se podílela na přípravě Výstavy soudobé kultury v Brně.
Marie Trnková zemřela 27. června 1929 v Brně, ve svém domově ve Špilberské ulici. Je pohřbena na Ústředním hřbitově města Brna. Její hrob zdobí bronzový reliéf s biblickým motivem „Žízním“, který vytvořil v roce 1931 sochař František Bílek.

### Přednášky a publikace
- O sociální péči, předneseno ve Vesně dne 22. října 1919, Brno, vydáno – Nový lid, 1920;
- Organizace péče o kojence, předneseno ve Vesně 19. listopadu 1919. Brno, vydáno – Nový lid, 1920;
- Kursy pro matky, Brno, Česká zemská komise pro ochranu dítek 1921;
- Pracovní program a řád odborů Ochrany matek a kojenců na Moravě, schválen výnosem ministerstva sociální péče ze dne 18. dubna 1924, Brno, Zemská péče o mládež 1924;
- Prosba nejmladších, Česká zemská péče o mládež na Moravě, Brno, 1925[8]
- Pracovní plán sociální péče o mládež, Podněty k diskusi. Brno, Česká zemská péče o mládež 1926 (spoluautor Jaroslav Kallab);
- Návrh na spolupráci orgánů sociálního pojištění s institucemi péče o mládež, Brno, Česká zemská péče o mládež, 1927;
- Kapitoly ze sociální péče o mládež, Praha, Organisace sociálních pracovnic 1932 (vydáno posmrtně).[4]

### „Korespondence“ Jiřího Wolkera
Marie Trnková se léčila v roce 1923 v sanatoriu v Tatranské Poliance, které vedl Michal Guhr. V té době se zde setkala s Jiřím Wolkrem, který byl nemocí již velmi fyzicky oslaben. Marie Trnková začala místo něho psát dopisy adresované jeho rodičům. Jeden z posledních dopisů napsala před příjezdem matky Zdeny Wolkerové do sanatoria v listopadu 1923.